# Vĩnh Tân, Vĩnh Châu
Vĩnh Tân là một xã thuộc thị xã Vĩnh Châu, tỉnh Sóc Trăng, Việt Nam.

## Địa lý
Xã Vĩnh Tân nằm ở phía tây thị xã Vĩnh Châu, có vị trí địa lý:
- Phía đông giáp phường Vĩnh Phước
- Phía tây giáp xã Lai Hòa
- Phía nam giáp Biển Đông
- Phía bắc giáp huyện Mỹ Xuyên và tỉnh Bạc Liêu.

Xã Vĩnh Tân có diện tích 52,08 km², dân số năm 2022 là 20.558 người, mật độ dân số đạt 394 người/km².

## Hành chính
Xã Vĩnh Tân được chia thành 11 ấp: Điền Giữa, Năm Căn, Nô Puôl, Nô Thum, Tân Hòa, Tân Nam, Tân Trà, Tham Chu, Trà Vôn A, Trà Vôn B, Xẻo Xu.

## Lịch sử
Trước đây, Vĩnh Tân là một xã thuộc huyện Vĩnh Châu.
Ngày 15 tháng 9 năm 1981, Hội đồng Bộ trưởng ban hành Quyết định số 70-HĐBT về việc:
- Thành lập 3 xã: Hòa Phước, Hòa Điền, Hòa Hải trên cơ sở một phần của xã Lai Hòa.
- Thành lập xã Vĩnh Tân và xã Vĩnh Thành trên cơ sở một phần của xã Vĩnh Phước.

Ngày 16 tháng 9 năm 1989, Hội đồng Bộ trưởng ban hành Quyết định số 128-HĐBT về việc:
- Sáp nhập xã Hòa Phước và xã Hòa Điền vào xã Hòa Hải.
- Sáp nhập xã Vĩnh Thành vào xã Vĩnh Tân.

Sau khi phân vạch địa giới hành chính, xã Vĩnh Tân có 2.835,44 ha diện tích tự nhiên và 6.931 nhân khẩu.
Ngày 7 tháng 12 năm 1990, Ban Tổ chức – Cán bộ Chính phủ ban hành Quyết định số 547/TCCP về việc sáp nhập phần còn lại của xã Hòa Hải mới giải thể bao gồm 2.370,06 ha diện tích tự nhiên và 7.573 nhân khẩu vào xã Vĩnh Tân.
Sau khi phân vạch địa giới hành chính, xã Vĩnh Tân có 5.335,0 ha diện tích tự nhiên và 13.701 nhân khẩu.
Ngày 25 tháng 8 năm 2011, Chính phủ ban hành Nghị quyết số 90/NQ-CP về việc thành lập thị xã Vĩnh Châu thuộc tỉnh Sóc Trăng. Xã Vĩnh Tân trực thuộc thị xã Vĩnh Châu.